# Branchia
Genre
Branchia est un genre de solifuges de la famille des Ammotrechidae.

## Distribution
Les espèces de ce genre se rencontrent dans le Sud des États-Unis et au Mexique.

## Liste des espèces
Selon Solifuges of the World (version 1.0) :
- Branchia angustus Muma, 1951
- Branchia brevis Muma, 1951
- Branchia potens Muma, 1951

## Étymologie
Ce genre est nommé en l'honneur de Jefferson H. Branch.

## Publication originale
- Muma, 1951 : The Arachnid order Solpugida in the United States. Bulletin of the American Museum of Natural History, no 97, p. 31-141 (texte intégral).